# Ricardo Abel Barbosa Ferreira
Ricardo Abel Barbosa Ferreira, meglio noto come Ricardo Ferreira (Braga, 3 dicembre 1989), è un calciatore portoghese, portiere svincolato.

## Carriera

### Club
È cresciuto nelle giovanili del Braga.
Ha esordito fra i professionisti il 15 novembre 2009 con la maglia dell'Olhanense in occasione del match di Taça da Liga perso 1-0 contro il Paços Ferreira.